# Kenn
Kenn là một đô thị thuộc trong huyện Trier-Saarburg thuộc bang Rheinland-Pfalz, phía tây nước Đức. Đô thị này có diện tích 3,91 kilômét vuông, dân số thời điểm ngày 31 tháng 12 năm 2019 là 2745 người.